# Milivoje Mijović
Milivoje Mijović (Servisch: Миливоје Мијовић) (Belgrado, 18 december 1991) is een Servisch basketballer.

## Carrière
Mijović speelde het seizoen 2010/11 voor BKK Radnički Belgrado in de Servische tweede klasse en promoveerde met de club naar de hoogste klasse in Servië. Hij speelde hierna nog een seizoen in de eerste klasse van Servië. Hij maakte daarna de overstap naar KK Metalac Valjevo maar ging al snel spelen voor de Sloveense eersteklasser KK Rogaška. Bij KK Rogaška speelde hij vier seizoenen. In het seizoen 2016/17 speelde hij voor de Macedonische club KK Kožuv. In 2017 tekende hij voor het Roemeense CSM Târgu Mureș maar wisselde in januari 2018 Mureș in voor het Slowaakse BK Patrioti Levice waarmee hij landskampioen werd.
Voor het seizoen 2018/19 tekende hij bij het Bulgaarse BK Levski Sofia waarmee hij de beker van Bulgarije won. In 2019 tekende hij bij de Poolse eersteklasser GTK Gliwice en speelde er een seizoen. Hij startte het seizoen 2020/21 bij de Servische club KK Slodes maar maakte in november 2020 de overstap naar MKS Dąbrowa Górnicza en speelde twee seizoenen voor de Poolse club. Bij de start van het seizoen 2022/23 speelde hij bij de Belgische eersteklasser Union Mons-Hainaut als vervanger van de geblesseerde Alexandre Gavrilovic. In oktober 2022 maakte hij de overstap naar het Roemeense SCM U Craiova.
In januari 2024 tekende hij bij de Poolse club Sokół Łańcut. Hij keerde voor het seizoen 2024/25 terug naar BKK Radnički Belgrado waar zijn carrière begon.

## Erelijst
- Servische tweede klasse: 2011
- Slovaaks landskampioen: 2018
- Bulgaars bekerwinnaar: 2019